# Pavillon de Cuba (Séville)
Le Pavillon de Cuba à Séville a été bâti par Cuba pour représenter le pays à l'Exposition Ibéro-américaine de 1929 de Séville.

## Histoire
Lorsqu'en 1911 a été envoyé l'invitation aux pays, Cuba s'est montré réticent, en raison de la guerre hispano cubaine de 1898. Ce n'est qu'en septembre 1926 que le pays répond positivement à l'invitation. Le coût initial était de 50.000 pesos, qui montera en définitive à 160 000 pesos.
Cuba, dans un premier temps, participait avec un certain complexe d'infériorité, alléguant ne pas avoir d'architecture nationale typique. Le pays a cependant créé un bâtiment de style colonial. Les balcons rappellent ceux de Camagüey, avec des colonnes salomoniques.
Le pavillon abrite actuellement le siège de l'Agence Andalouse de Coopération Internationale pour le Développement de la Junte d'Andalousie.

## Source de traduction
- (es) Cet article est partiellement ou en totalité issu de l’article de Wikipédia en espagnol intitulé « Pabellón de Cuba en la Exposición de 1929 » (voir la liste des auteurs).